# 视网膜神经纤维层

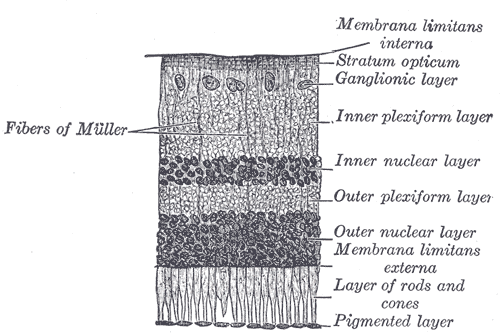
视网膜剖面示意图，从内向外依次排列，最上方为最内层，其上接玻璃体（未标示）。

视网膜神经纤维层（retinal nerve fiber layer，RNFL）简称神经纤维层，又名视层（stratum opticum），由视神经纤维延伸而成，在近视盘处最厚，向锯齿缘方向渐渐变薄，位于神经节细胞层内面。
视神经纤维穿过筛板后失去髓鞘，继续穿过脉络膜、视网膜，变成单纯的轴索。
神经纤维到达视网膜内表面后，从入口处发散，集结成束状分布整个表面，并在多处形成丛状结构。

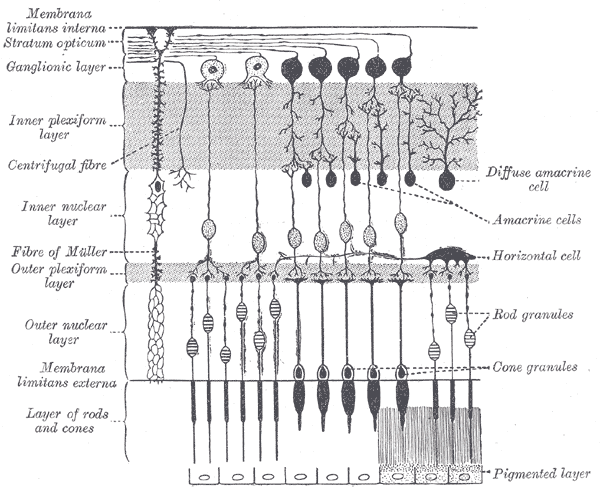
视网膜神经元示意图

大多数纤维为向心分布，是神经节细胞层的细胞的轴索直接延续，但也有少部分是离心分布，并在内丛状层和内核层交错分叉，末端增大。

## 病理
色素性视网膜炎患者可见视网膜神经纤维层异常变薄，其程度和病情轻重相关。 然而，神经纤维层也会随年龄增长及视觉敏锐度的下降而变薄。在色素性视网膜炎的治疗中，视网膜假体或植入能使缺失的光感受器再生的干细胞时，对保护该层的措施也非常重要，因为它是联系视网膜假体和视神经的基础。
视网膜神经纤维层非常敏感。某些理化过程可兴奋其自然凋亡程序。一些不利的情况会对神经纤维层造成损害，如高眼压，眼压波动过高，炎症，血管性疾病和各种缺氧。 Gede Pardianto（2009）报告了6例超声乳化白内障吸出术后视网膜神经纤维层增厚的病例。 任何眶内手术中的突然波动都可能损伤神经纤维层，这与突发性机械压力造成的突然挤压同理，其突然的减压造成微小的内陷，导致的缺血效应可生成微小气栓，阻塞微血管。